# Pratt & Whitney Canada PW300
La serie Pratt & Whitney Canada PW300 es una familia de motores turbofán desarrollada por Pratt & Whitney Canada específicamente para su aplicación en los aviones de negocios.

## Diseño y desarrollo
La configuración básica del PW300 es la que sigue: ventilador monoetapa, dirigida por una turbina de baja presión de tres etapas, supercargada por una etapa de compresor de alta presión de cuatro etapas axial/simple, conducida por una turbina de alta presión de dos etapas. Presenta también un carburador anular. Algunas versiones presentan una salida de gases sin mezcla, pero los PW306 y PW308 incluyen una mezcla forzada. Incorpora así mismo un sistema FADEC.
El PW307A es un nuevo motor de línea central desarrollado específicamente para su aplicación en el avión de tres turbinas Dassault Falcon 7X. El PW307 fue certificado por Transporte de Canadá en marzo de 2005.
El PW308A ha sido elegido como planta motriz del White Knight Two de Scaled Composites, el avión de lanzamiento para el SpaceShipTwo de Virgin Galactic.

## Variantes

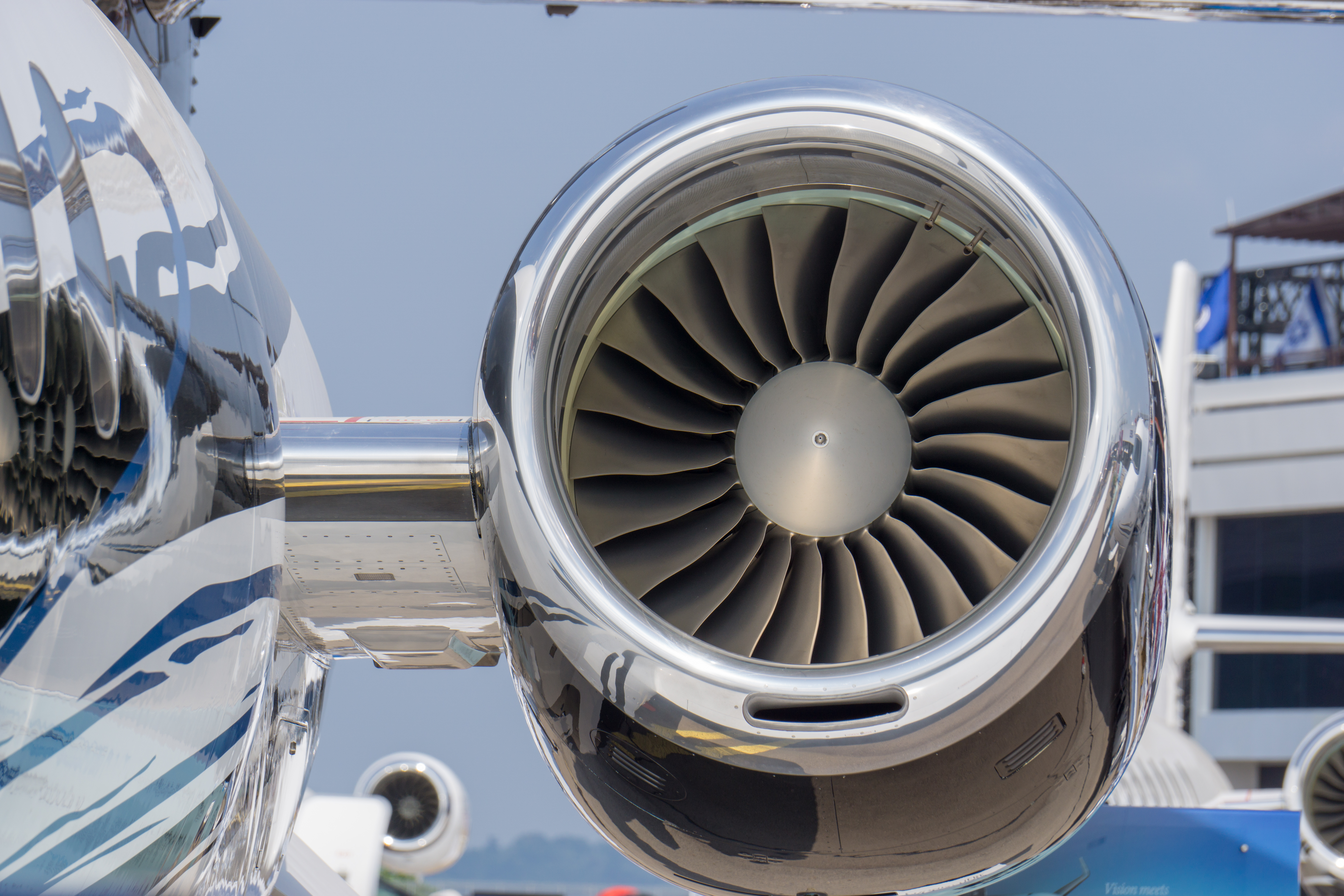
Avión utilizando los motores Pratt & Whitney Canada

PW305A
Variante de 20,81 kN usado en el Gates Learjet 60
PW305B
Variante de 23,41 kN usado en el Hawker 1000
PW306A
Variante de 25,36 kN usado en el IAI Galaxy
PW306B
PW306C
25,67kN
PW307A
Variante de 28,49 kN usado en el Dassault Falcon 7X
PW307B
PW308A
Variante de 30,69 kN (6.900 lb) usado en el Hawker 4000
PW308C
Variante de 31,14 kN usado en el Dassault Falcon 2000EX

## Aplicaciones
- Cessna Citation Sovereign
- Dassault Falcon 2000EX/DX/LX
- Dassault Falcon 7X
- Fairchild Dornier 328JET
- Fairchild Dornier 428JET
- Gulfstream G200
- Hawker 1000
- Hawker 4000
- Learjet 60
- Learjet 85
- White Knight Two

## Especificaciones
- Tipo: Turbofán
- Empuje máximo: 28,46 kN